# Димитър Иванчев (библиограф)
Димитър Иванчев е български философ, библиограф и краевед. Пише и под псевдонима Пелкински. До 1945 г. дейността му е главно в областта на философията, след това се пренасочва към библиографията. Съставител е на тритомника „Български периодичен печат 1844-1944“ и на много други библиографски трудове, автор е на оригинални теоретични разработки в тази област. Основоположник е на съвременното българско краезнание.

## Биография

### Ранни години и образование
Роден е на 29 септември 1910 г. в село Бутан, Оряховско.Завършва философия в Софийския университет. От 1939 до 1943 г. специализира философия, психология и библиография в Берлинския и Тюбингенския университет. Защитава докторат „Морални елементи във философията на В. Дилтай“ в Тюбенген през 1942 г.

### Научна дейност

#### Философия
Научната дейност на Димитър Иванчев от началото на 30-те години до Деветосептемврийския преврат е в областта на философията. Публикува предимно в сп. „Мисъл и воля“, „Философски преглед“, „Литературен час“, „Земя и труд“ (около 30 публикации). Книгата му „Философия на отрицанието. Индивидуализъм и аморализъм“ (1937) предизвиква значим интерес във философските среди. Секретар е на редакцията на сп. „Философски преглед“, завежда рубриката „Философски вести“ (1934 – 1936). С Димитър Михалчев има близко сътрудничество.

#### Краезнание
Димитър Иванчев е основоположник на съвременното българско краезнание. Публикува трудове за теорията и методиката на краеведската библиография и краеведската работа. Обсъжда и дефинира основни понятия от тази област в публикациите си „Краезнание и краеведска работа в библиотеките“ (1961), „Що е краеведска литература “ (1971), „Персоналиите в краеведската библиография“ и други. Съставя няколко значими отраслови картотеки, много от които изчезват след смъртта му, но няколко оцеляват и се намират в Националната библиотека и в Музея на народноото образование в Габрово. Автор е на около 140 публикации с оригинални теоретични виждания и практически решения.
Автобиографията на Димитър Иванчев „Pro domo sua“ остава непубликувана.
Умира на 12 март 1990 г.

### Избрани трудове
- Съставител на „Български периодичен печат. 1844-1944. Т. 1-3“ (1962 - 1969)
- Редактор на продължението му „Български периодичен печат 1944-1969. Т. 1-3“ (1975), съставен от Мария Спасова
- „Репертоар на българския периодичен печат 1844-1944. Към стогодишнината на българската библиография“ (1952)
- „Библиографски извори за Репертоара на български периодичен печат 1844-1944. Критико-библиографска студия“ (Год. ББИ, 5, 1956, 102 – 139)
- Съставител е на първата „Инструкция за отбор и свободно библиографско описание на материали от Репертоара на българския периодичен печат“ (Български периодичен печат, Т. 1, 1962, 42 – 46)
- Участва в съставянето и извършва общата редакция на репертоара на българските книги „Български книги. 1878-1944. Т. 1-6“ (1978 – 1983)
- „Проблеми на националната ретроспективна библиография“
- „Културното наследство и нашата библиография“

## Отличия
- орден „Кирил и Методий“ (1963 и 1972)[1]
- орден „Червено знаме на труда“ (1980)[1]